# Hypochaeris toltensis
Hypochaeris toltensis là một loài thực vật có hoa trong họ Cúc. Loài này được Reiche mô tả khoa học đầu tiên năm 1905.